# 144 (szám)
A 144 (száznegyvennégy) a 143 és 145 között található természetes szám.

## Matematika
A 144 a Fibonacci-számsorozat tizenkettedik (más értelmezés szerint a tizenharmadik) tagja, a legnagyobb olyan Fibonacci-szám, amely négyzetszám is.
A 144 az első olyan szám, amelynek pontosan 15 osztója van.
A 144 osztható az Euler-féle φ függvény értékével a 144 helyen. Másrészt a φ(x)=144 egyenletnek 21 megoldása van, ami több, mint bármely k < 144 természetes szám esetében a φ(x)=k egyenlet megoldásainak a száma: erősen tóciens szám. Erősen bővelkedő szám: osztóinak összege nagyobb, mint bármely nála kisebb pozitív egész szám osztóinak összege.
A 144 a legkisebb olyan szám, amelynek ötödik hatványa előáll négy kisebb természetes szám ötödik hatványának összegeként:
{\displaystyle 144^{5}=27^{5}+84^{5}+110^{5}+133^{5}}
Ezt a megoldást 1966-ban találta L. J. Lander és T. R. Parkin. Ők ezzel bebizonyították, hogy nem igaz Euler sejtése hatványok összegéről.
Legfeljebb 144 lehet a determinánsa csak 0 és 1 számokból álló {\displaystyle 9\times 9} méretű mátrixoknak.
Tízes számrendszerben a 144 Harshad-szám és Zuckerman-szám.

## Számítástechnika
- Az Intel 8086 processzor NOP (no operation) utasításának kódja.

## Egyéb területeken
- 144 darabot jelöl a nagytucat szó: 12 tucat, vagyis 12×12